# Фідес
Фі́дес (лат. Fides — вірність) — богиня вірності та честі. Фідес зображували в постаті молодої жінки з колоссям або плодами в руках; атрибутом богині була також горлиця.

## Поклоніння
Її культ неодмінно відзначався трьома головними вогнями. Права рука жертводавця була покрита вуаллю, оскільки покривало, яке захищало від усякої скверни, означало, що спритна рука була присвячена богам, коли вона укладала угоду. У римському пантеоні вона мала особливі стосунки з Конкордією та Опсом, своїм безпосереднім сусідом на Капітолії: адже Достаток (Опс) необхідний для Кредиту, так само як і Кредит необхідний для Достатку.
Його офіційна назва — Fides populi romani (укр. Добра віра римського народу). За переказами, другий цар Риму, Нума Помпілій, був особливо відданий їй і навчив римлян присягати на Fides. Він спорудив їй вівтар, і вона мала храм на південному краю Капітолійського пагорба, поруч із храмом Юпітера Капітолійського.

## Атрибути
Фідес має три чіткі атрибути. По-перше, вона відповідала за дотримання присяг і обіцянок, а також за таємницю слів, довірених тіні. Вона була, по суті, дивінізацією одного з персонажів самого Юпітера, який, серед іншого, був богом-покровителем контрактів, Діус Фідієм, богом присягання і вірності. Таким чином, він був уособленням поваги до зобов'язань, охоронцем чесності та цілісності угод між людьми. Це божество знаходиться в правій руці людини, тому зобов'язання, віддане під захист богині, зазвичай означало, що контракт передається з правої руки в праву руку того, кому він був довірений. Етимологія, запропонована Цицероном, хоч і не є точною, але ілюструє розуміння римлян: за його словами, fides походить від виразу «щоб сказане (dictum) було зроблено (fiat)».
Фідес був також основою міжнародних відносин римлян, оскільки замінив відносини, засновані на силі, на відносини, засновані на взаємній довірі. Вона забезпечувала захист переможених, які визнавали свою поразку і благали про фідес римського народу. До Фідес зверталися, коли підписували договори з іноземними державами, і вони зберігалися в храмі під її захистом. Особливі стосунки у неї були з фетишами.